# Strumień promieniowania
Strumień promieniowania, także strumień promienisty – energia niesiona przez promieniowanie przechodzące w jednostce czasu przez określoną powierzchnię. Definiuje się go w odniesieniu do fal elektromagnetycznych w tym i światła. Strumień określa się nie tylko dla promieniowania przechodzącego, lecz również dla źródła emitującego; tak zdefiniowany strumień nazywany jest energetycznym strumieniem promieniowania i jest nazywany również mocą promieniowania.
Strumień promieniowania oznaczony {\displaystyle \Phi _{\mathrm {e} }} („e” od „energetyczny”, aby uniknąć pomylenia z wielkościami fotometrycznymi), określony jest wzorem
{\displaystyle \Phi _{\mathrm {e} }={\frac {\mathrm {d} Q_{\mathrm {e} }}{\mathrm {d} t}},}
gdzie:
{\displaystyle \Phi _{\mathrm {e} }} – strumień promieniowania,
{\displaystyle \mathrm {d} Q_{\mathrm {e} }} – energia promienista wypromieniowana, odbita lub przepuszczona przez powierzchnię w czasie {\displaystyle \mathrm {d} t.}
Jednostką miary w układzie SI jest wat.
Strumień promieniowania można mierzyć wykorzystując efekt cieplny wywołany jego absorpcją.
Zredukowany strumień promieniowania to moc promieniowania określana przez urządzenie rejestrujące fale tylko z pewnego zakresu (selektywne), np.:
- strumień świetlny – określany według czułości oka ludzkiego,
- strumień rumieniowy – na podstawie zaczerwienienia skóry człowieka,
- strumień fotoaktywny – według działania na materiały fotograficzne.

Związki z innymi wielkościami radiometrycznymi opisuje radiometria.

## Związek z wektorem Poyntinga
Można wykazać, że strumień promieniowania powierzchni to strumień wektora Poyntinga przez tę powierzchnię:
{\displaystyle \Phi _{\mathrm {e} }=\iint _{\Sigma }\mathbf {\vec {S}} \cdot \mathbf {\hat {n}} \,\mathrm {d} A=\iint _{\Sigma }|\mathbf {\vec {S}} |\cos \alpha \,\mathrm {d} A,}
gdzie:
{\displaystyle \Sigma } – powierzchnia,
{\displaystyle \mathbf {\vec {S}} } – wektor Poyntinga,
{\displaystyle \mathbf {\hat {n}} } – Wektor jednostkowy (wersor) normalny tej powierzchni,
{\displaystyle A} – pole powierzchni,
{\displaystyle \alpha } – kąt między {\displaystyle \mathbf {\hat {n}} } a {\displaystyle \mathbf {\vec {S}} .}
Jednak zamiast powyższego stosowana jest unormowana średnia czasowa wektora Poyntinga, gdyż w radiometrii jest to jedyna wielkość, którą detektory promieniowania mogą mierzyć:
{\displaystyle \Phi _{\mathrm {e} }=\iint _{\Sigma }\langle |\mathbf {\vec {S}} |\rangle \cos \alpha \,\mathrm {d} A,}
gdzie < • > jest średnią czasową.